# Division 1 1992/93
Die Division 1 1992/93 war die 55. Austragung der professionellen französischen Fußballliga. Es war die bisher (Stand: 2022) einzige Spielzeit, in der kein Meister gekürt wurde; dem die Tabelle nach 38 Spieltagen anführenden Olympique Marseille wurde der Titel nachträglich aberkannt und auch nicht dem Vizemeister zugesprochen (siehe das Kapitel zur „Affäre OM-VA“ weiter unten).
Erster Spieltag war der 8. August 1992, letzter Spieltag der 2. Juni 1993. Vom 20. Dezember bis 8. Januar gab es eine dreiwöchige „Winterpause“.

## Vereine
Teilnahmeberechtigt waren die Vereine, die die Vorsaison nicht schlechter als auf dem 17. Platz abgeschlossen hatten, dazu zwei direkte Aufsteiger aus der zweiten Division und der Gewinner der Relegationsrunde. Somit spielten in dieser Saison folgende Mannschaften um den Meistertitel:
- drei Klubs aus dem äußersten Norden (OSC Lille, Racing Lens, Aufsteiger US Valenciennes-Anzin),
- zwei aus Paris beziehungsweise der Bourgogne (Paris Saint-Germain, AJ Auxerre),
- drei aus dem Nordosten (FC Metz, FC Sochaux, Relegationssieger Racing Strasbourg),
- drei aus dem Nordwesten (Le Havre AC, SM Caen, FC Nantes Atlantique),
- zwei aus dem Südwesten (FC Toulouse, Aufsteiger Girondins Bordeaux),
- sieben aus dem Südosten (AS Saint-Étienne, Olympique Lyon, HSC Montpellier, Olympique Nîmes, Titelverteidiger Olympique Marseille, Sporting Toulon-Var, AS Monaco).

## Saisonverlauf
Es galt die Zwei-Punkte-Regel; bei Punktgleichheit gab die Tordifferenz den Ausschlag für die Platzierung.
Die Spielzeit begann mit einem kleinen Jubiläum, denn für den FC Sochaux war es das 50. Jahr in Frankreichs höchster Liga. Ansonsten verlief die Saison eher erwartungsgemäß, was den Kreis der Meisterschaftsanwärter betraf, und die französische Öffentlichkeit erfreute sich zusätzlich am Erfolgsweg von Marseille im europäischen Meisterwettbewerb. In den ersten drei Vierteln hatten sich die üblichen Favoriten an der Spitze abgewechselt; zu Beginn war das der durch die Sponsorenmillionen von Canal+ verstärkte Hauptstadtclub PSG, dann Nantes und schließlich Monaco; den Monegassen war dabei insbesondere ihre Heimstärke zugutegekommen, die sich schließlich in einer nahezu makellosen Bilanz von 17 Siegen und nur zwei Unentschieden im Stade Louis II äußerte. Am 30. Spieltag rückte schließlich Marseille auf den ersten Platz der Tabelle der Division 1 vor und gab diesen bis zum Ende nicht mehr ab. Was folgte, war die affaire OM-VA und die rückwirkende Aberkennung des Meistertitels (siehe unten).
Am unteren Ende der Tabelle standen Toulon und insbesondere Nîmes relativ frühzeitig als Absteiger in die Division 2 fest; Schlusslicht Nîmes gewann insgesamt lediglich drei Partien, und davon nur eine vor eigenem Publikum. Die beiden Mannschaften wurden zur folgenden Saison durch die Zweitligisten SCO Angers und FC Martigues ersetzt; dazu gesellte sich aufgrund ihres Sieges in den Barrages als dritter Aufsteiger die AS Cannes.

## Abschlusstabelle
| Pl. | Verein                    | Sp. | S  | U  | N  | Tore    | Diff. | Punkte |
| --- | ------------------------- | --- | -- | -- | -- | ------- | ----- | ------ |
| 1.  | Olympique Marseille (M)   | 38  | 22 | 9  | 7  | 071:360 | +35   | 53:23  |
| 2.  | Paris Saint-Germain       | 38  | 20 | 11 | 7  | 061:290 | +32   | 51:25  |
| 3.  | AS Monaco                 | 38  | 21 | 9  | 8  | 056:290 | +27   | 51:25  |
| 4.  | Girondins Bordeaux (N)    | 38  | 18 | 12 | 8  | 042:250 | +17   | 48:28  |
| 5.  | FC Nantes Atlantique      | 38  | 17 | 11 | 10 | 054:390 | +15   | 45:31  |
| 6.  | AJ Auxerre                | 38  | 18 | 7  | 13 | 057:440 | +13   | 43:33  |
| 7.  | AS Saint-Étienne          | 38  | 13 | 17 | 8  | 034:260 | +8    | 43:33  |
| 8.  | Racing Strasbourg (N, R)  | 38  | 12 | 16 | 10 | 058:570 | +1    | 40:36  |
| 9.  | Racing Lens               | 38  | 12 | 16 | 10 | 036:410 | −5    | 40:36  |
| 10. | HSC Montpellier (L)       | 38  | 12 | 12 | 14 | 036:410 | −5    | 36:40  |
| 11. | SM Caen                   | 38  | 13 | 9  | 16 | 055:540 | +1    | 35:41  |
| 12. | FC Metz                   | 38  | 11 | 13 | 14 | 044:450 | −1    | 35:41  |
| 13. | FC Toulouse               | 38  | 9  | 16 | 13 | 036:450 | −9    | 34:42  |
| 14. | Olympique Lyon            | 38  | 9  | 15 | 14 | 040:450 | −5    | 33:43  |
| 15. | Le Havre AC               | 38  | 11 | 11 | 16 | 042:530 | −11   | 33:43  |
| 16. | FC Sochaux                | 38  | 11 | 10 | 17 | 033:500 | −17   | 32:44  |
| 17. | OSC Lille                 | 38  | 7  | 16 | 15 | 026:480 | −22   | 30:46  |
| 18. | US Valenciennes-Anzin (N) | 38  | 9  | 11 | 18 | 042:560 | −14   | 29:47  |
| 19. | SC Toulon-Var             | 38  | 6  | 13 | 19 | 031:570 | −26   | 25:51  |
| 20. | Olympique Nîmes           | 38  | 3  | 16 | 19 | 032:660 | −34   | 22:54  |

Platzierungskriterien: 1. Punkte – 2. Tordifferenz – 3. geschossene Tore

| (M) | amtierender französischer Meister        |
| (N) | Neuaufsteiger aus der Division 2 1991/92 |
| (L) | amtierender Ligapokalsieger              |
| (R) | Relegationssieger                        |

## Kreuztabelle
|                       | AJ Aux | Gi. Bor | SM Cae | AC LeH | RC Len | OSC Lil | Ol. Lyo | Ol. Mar | FC Met | AS Mnc | HSC Mpl | FC Nan | Ol. Nîm | SG Par | AS StÉ | FC Soc | RC Str | SC Tln | FC Tls | US Val |
| AJ Auxerre            |        | 1:0     | 3:2    | 4:1    | 1:1    | 2:0     | 2:1     | 0:2     | 4:0    | 4:1    | 2:0     | 1:1    | 5:2     | 1:2    | 1:0    | 0:3    | 2:0    | 2:1    | 0:0    | 3:2    |
| Girondins Bordeaux    | 1:0    |         | 2:0    | 3:0    | 0:0    | 3:0     | 0:0     | 1:0     | 2:1    | 1:0    | 2:1     | 3:0    | 1:1     | 1:1    | 0:0    | 3:0    | 1:1    | 1:1    | 2:0    | 3:0    |
| SM Caen               | 2:1    | 1:0     |        | 3:3    | 0:1    | 4:3     | 3:2     | 2:3     | 0:1    | 1:0    | 2:3     | 1:1    | 2:2     | 0:2    | 0:0    | 2:0    | 3:0    | 2:1    | 4:1    | 3:0    |
| Le Havre AC           | 0:0    | 0:1     | 2:3    |        | 0:1    | 1:0     | 2:0     | 1:3     | 2:1    | 0:0    | 1:1     | 2:0    | 2:0     | 1:1    | 0:1    | 0:0    | 3:0    | 2:1    | 3:2    | 0:0    |
| Racing Lens           | 0:3    | 1:2     | 0:3    | 0:0    |        | 0:0     | 0:3     | 2:2     | 2:0    | 0:0    | 2:0     | 1:0    | 0:0     | 2:1    | 1:1    | 0:0    | 2:0    | 2:1    | 0:2    | 2:1    |
| OSC Lille             | 1:0    | 0:2     | 1:0    | 2:1    | 0:0    |         | 1:1     | 2:0     | 1:1    | 1:1    | 0:0     | 1:1    | 2:2     | 0:0    | 0:0    | 0:0    | 2:3    | 1:0    | 2:2    | 1:2    |
| Olympique Lyon        | 1:1    | 2:3     | 1:0    | 1:1    | 3:1    | 1:3     |         | 2:2     | 1:1    | 0:0    | 2:1     | 0:2    | 0:1     | 1:1    | 0:2    | 3:1    | 2:2    | 1:1    | 1:0    | 2:1    |
| Olympique Marseille   | 2:0    | 0:0     | 2:1    | 1:1    | 2:0    | 4:1     | 2:1     |         | 3:2    | 1:0    | 1:1     | 0:1    | 6:1     | 3:1    | 1:0    | 2:0    | 5:0    | 5:2    | 2:1    | 2:1    |
| FC Metz               | 0:1    | 1:1     | 1:0    | 2:3    | 1:2    | 0:0     | 2:0     | 2:1     |        | 1:0    | 1:1     | 4:0    | 3:0     | 2:1    | 2:2    | 5:1    | 3:0    | 0:0    | 1:1    | 0:0    |
| AS Monaco             | 4:0    | 0:0     | 4:2    | 2:0    | 2:1    | 3:0     | 2:1     | 1:0     | 2:0    |        | 0:0     | 3:1    | 3:1     | 3:1    | 1:0    | 1:0    | 2:1    | 4:0    | 4:0    | 2:1    |
| HSC Montpellier       | 1:0    | 2:0     | 2:0    | 2:0    | 1:2    | 3:0     | 0:2     | 1:1     | 1:0    | 0:0    |         | 1:0    | 1:0     | 0:0    | 1:2    | 1:0    | 1:1    | 1:1    | 0:1    | 1:3    |
| FC Nantes Atlantique  | 2:1    | 1:0     | 1:1    | 5:2    | 3:2    | 4:0     | 1:0     | 0:2     | 0:0    | 1:0    | 6:0     |        | 2:0     | 1:0    | 0:0    | 1:1    | 2:2    | 0:0    | 4:1    | 3:1    |
| Olympique Nîmes       | 1:2    | 0:0     | 1:2    | 0:2    | 1:1    | 0:0     | 2:3     | 1:3     | 2:2    | 0:1    | 0:0     | 1:1    |         | 0:1    | 1:1    | 1:1    | 2:6    | 0:1    | 1:1    | 2:1    |
| Paris Saint-Germain   | 2:0    | 5:0     | 2:0    | 1:0    | 1:1    | 3:0     | 1:1     | 0:1     | 5:1    | 1:0    | 1:0     | 1:0    | 2:3     |        | 3:1    | 2:0    | 1:1    | 2:0    | 0:0    | 2:0    |
| AS Saint-Étienne      | 1:0    | 2:1     | 1:1    | 0:0    | 0:0    | 0:0     | 0:0     | 0:2     | 2:0    | 0:0    | 1:0     | 1:0    | 1:0     | 1:2    |        | 2:0    | 1:2    | 2:0    | 3:2    | 4:2    |
| FC Sochaux            | 0:3    | 0:1     | 1:0    | 3:2    | 1:1    | 1:0     | 1:0     | 2:2     | 2:0    | 1:2    | 1:1     | 0:1    | 1:1     | 1:3    | 1:0    |        | 0:0    | 2:1    | 1:0    | 2:1    |
| Racing Strasbourg     | 1:1    | 0:1     | 1:1    | 3:1    | 4:1    | 2:0     | 2:1     | 2:2     | 1:1    | 3:0    | 3:1     | 2:4    | 1:1     | 0:4    | 2:2    | 6:1    |        | 1:1    | 0:0    | 0:0    |
| Sporting Toulon       | 1:2    | 0:0     | 1:1    | 1:2    | 2:2    | 1:0     | 0:0     | 0:0     | 1:0    | 4:5    | 1:0     | 1:3    | 1:0     | 0:2    | 0:0    | 0:4    | 0:2    |        | 2:0    | 1:2    |
| FC Toulouse           | 2:1    | 2:0     | 1:1    | 1:0    | 0:0    | 0:0     | 0:0     | 3:1     | 0:0    | 0:2    | 1:3     | 2:0    | 3:0     | 2:2    | 0:0    | 1:0    | 1:1    | 1:1    |        | 1:2    |
| US Valenciennes-Anzin | 3:3    | 1:0     | 3:2    | 4:1    | 0:2    | 0:1     | 0:0     | (a)     | 0:2    | 1:1    | 1:3     | 1:1    | 1:1     | 1:1    | 0:0    | 1:0    | 1:2    | 3:1    | 1:1    |        |

## Relegation
|                       | Gesamt |           | Hinspiel | Rückspiel |
| --------------------- | ------ | --------- | -------- | --------- |
| US Valenciennes-Anzin | 1:3    | AS Cannes | 0:2      | 1:1       |

## Erfolgreichste Torschützen
| Pl. | Spieler             | Verein                | Tore |
| --- | ------------------- | --------------------- | ---- |
| 1   | Alen Bokšić         | Olympique Marseille   | 23   |
| 2   | Xavier Gravelaine   | SM Caen               | 20   |
| 3   | Jürgen Klinsmann    | AS Monaco             | 19   |
| 4   | Rudi Völler         | Olympique Marseille   | 18   |
| 5   | Joël Tiéhi          | Le Havre AC           | 14   |
|     | George Weah         | Paris Saint-Germain   | 14   |
| 7   | Nicolas Ouédec      | FC Nantes Atlantique  | 13   |
|     | Bernard Ferrer      | FC Toulouse           | 13   |
| 9   | Youri Djorkaeff     | AS Monaco             | 12   |
|     | Frank Lebœuf        | Racing Strasbourg     | 12   |
|     | Franck Sauzée       | Olympique Marseille   | 12   |
| 12  | Anthony Bancarel    | FC Toulouse           | 11   |
|     | Luboš Kubík         | FC Metz               | 11   |
|     | François Omam-Biyik | Racing Lens           | 11   |
| 15  | Jorge Burruchaga    | US Valenciennes-Anzin | 10   |
|     | Japhet N’Doram      | FC Nantes Atlantique  | 10   |
|     | Lionel Prat         | FC Sochaux            | 10   |
|     | Zinédine Zidane     | Girondins Bordeaux    | 10   |

## Die „Affäre OM-VA“
Olympique Marseille, das zu diesem Zeitpunkt die Tabelle mit vier Punkten Vorsprung anführte, musste am drittletzten Spieltag bei Valenciennes-Anzin antreten, das jeden Punkt gegen den Abstieg dringend benötigte. Sechs Tage danach hatte OM das Champions-League-Finale gegen den AC Mailand zu bestreiten und beantragte deshalb eine Verlegung des Punktspiels; dies war vom Verband jedoch abgelehnt worden. Daraufhin telefonierte Marseilles Mittelfeldspieler Jean-Jacques Eydelie im Auftrag von Generaldirektor Jean-Pierre Bernès mit drei Spielern des Gegners, die er aus früheren gemeinsamen Jahren persönlich kannte. Jorge Burruchaga, Jacques Glassmann und Christophe Robert stimmten schließlich zu, für je 250.000 Francs (etwa 38.000 Euro) das Ihre dazu beizutragen, dass OM im Stade Nungesser nicht verlieren werde; Glassmann bezeichnete das später mit einem Terminus aus dem Radsport als „die Füße hochnehmen“ (lever les pieds). Das Geld wurde im Marseiller Mannschaftshotel bar an die Ehefrau von Robert übergeben. Tatsächlich verlor Valenciennes die Begegnung mit 0:1. Allerdings bekam Glassmann Gewissensbisse und beichtete den Bestechungsversuch noch vor dem Spiel seinem Trainer Boro Primorac und dem Vereinspräsidenten; diese legten daraufhin in der Halbzeitpause gegenüber dem Schiedsrichter Protest ein. Auch Journalisten hatten von dem Vorgang noch während des Spiels erfahren.
Der Ligaverband Ligue de Football Professionnel (LFP) annullierte das Spielergebnis relativ kurzfristig – es wurde für beide Mannschaften als Niederlage gewertet –, und der Bundesrat der Fédération Française de Football beschloss im September die Aberkennung des Meistertitels. Im weiteren Verlauf des Jahres 1993 klärte die Staatsanwaltschaft von Valenciennes den Tathergang auf; sie bezeichnete den Betrug als eine „Manipulation aus der Macht der Gewohnheit heraus“. Dabei rückten insbesondere OM-Präsident Bernard Tapie, ein erfolgreicher Unternehmer und bis März 1993 französischer Minister, und das finanzielle Gebaren des Klubs in den Mittelpunkt der Untersuchungen. Der Bericht stellte fest, dass sich bei einem Defizit von rund 400 Mio. Francs Ausgaben in der Höhe zwischen 110 und 160 Mio. nicht belegen ließen. Außerdem soll Tapie im Juni 1993 versucht haben, Valenciennes' Trainer Primorac mit einer hohen Summe zu einer falschen Zeugenaussage zu veranlassen. Nachdem die neue Spielzeit bereits in vollem Gange war, wurde Marseille von der LFP erst zur Saison 1994/95 strafweise in die zweite Division versetzt. Valenciennes war in den Barrages sportlich ohnehin abgestiegen und nicht weitergehend sanktioniert worden. Auch der europäische Fußballverband bestrafte den Champions-League-Sieger von 1993, der weder das Endspiel um den Super Cup bestreiten noch an der Champions League 1993/94 teilnehmen durfte.
Strafrechtlich ergingen im Mai 1995 vor dem Tribunal correctionnel von Valenciennes die Urteile gegen die Beteiligten. Tapie wurde zu zwei Jahren Haft, davon ein Jahr auf Bewährung (in der Berufung nur geringfügig reduziert), 20.000 Francs Strafe und dreijährigem Funktionsverbot verurteilt; eine Kombination aus Bewährungs- und Geldstrafen wurde auch gegen Bernès (zwei Jahre, 15.000 FF), Eydelie (ein Jahr, 10.000 FF), Burruchaga und Robert (jeweils sechs Monate, 5.000 FF) verhängt, und Roberts Ehefrau erhielt als „Geldbotin“ drei Monate auf Bewährung.